# پوکژونگتسا (استان اوپوله)
پوکژونگتسا (به لهستانی:  Pokrzywnica) یک روستا در لهستان است که در گمینا رنگسکا ویش واقع شده‌است.